# Kevin Skinner
Kevin Lawrence Skinner (* 24. November 1927 in Dunedin; † 21. Juli 2014 in Auckland) war ein neuseeländischer Rugby-Union-Spieler auf der Position des Pfeilers und Zweite-Reihe-Stürmers sowie ein Schwergewichtsboxer.

## Biografie
Skinner ging bis 1944 auf das St Kevins College in Oamaru, wo er in seinen letzten beiden Schuljahren in dessen 1. Rugbymannschaft spielte und ihr Kapitän wurde. Seine Karriere im Vereinsrugby begann er als Siebzehnjähriger bei den Dunedin Pirates 1945.
1946 nahm er vom Rugbysport eine Auszeit. Dafür betätigte er sich als Boxer und gewann die Schwergewichtsmeisterschaft von Otago. Im Jahr darauf wurde er sogar neuseeländischer Schwergewichtsmeister. 1947 spielte er auch wieder Rugby für die Pirates und wurde aufgrund von guten Leistungen in die Auswahlmannschaft der Otago Rugby Football Union berufen. Wegen der dortigen großen Konkurrenz in der zweiten Reihe wechselte er auf die Position des Pfeilers, auf der er von nun an bis zu seinem Karriereende blieb.
Mit Otago gewann er 1947 den Ranfurly Shield gegen Southland Rugby. Otago konnte ihn in 18 Spielen bis 1950 verteidigen, bevor man den Shield an Canterbury verlor. 1947 sowie 1948 wurde er ebenfalls für die Auswahlmannschaft der Südinsel nominiert. Sein Länderspieldebüt für die neuseeländische Nationalmannschaft (All Blacks) gab Skinner am 31. Mai 1949 gegen die südafrikanische Nationalmannschaft (Sprinboks) auf einer Tour in Südafrika. Er spielte in allen vier Länderspielen, welche die All Blacks alle verloren, und somit auch die Länderspielserie. Ein Jahr später gehörte er zu der Nationalmannschaft, die die in Neuseeland tourenden British and Irish Lions in einer Länderspielserie mit 3:0 besiegte (ein Spiel endete unentschieden). Wieder spielte er in allen vier Länderspielen. 1951 und 1952 gewann er mit Neuseeland jeweils den Bledisloe Cup gegen Australien (Wallabies) und legte seinen einzigen Länderspielversuch. In den zwei Spielen gegen die Wallabies 1952 war er Kapitän der Nationalmannschaft.
1953/54 nahm er an der Europatour der All Blacks teil, bei der Skinner in allen fünf Länderspielen gegen England, Frankreich, Irland, Schottland und Wales auflief. Danach trat er kurzzeitig vom Rugby zurück, da er glaubte, es nicht mehr mit seinem Lebensmittelgeschäft in Einklang bringen zu können. Trotzdem spielte er schon 1955 wieder Rugby für die Pirates. 1956 bezog er eine Farm in Waiuku im Norden der Nordinsel. Deshalb wechselte er den Verein und ging zum örtlichen Waiuku District RFC. Dort schaffte er es in die Provinzauswahlmannschaft der Counties Manukau Rugby Union.
Sein größter Erfolg im Rugby war der Sieg gegen die Springboks in der Länderspielserie von 1956 in Neuseeland. Es war damals die erste Niederlage der Südafrikaner in einer Länderspielserie überhaupt. Nachdem die All Blacks das erste Spiel gewonnen und das zweite verloren hatten, und sich die neuseeländischen Pfeiler Mark Irwin sowie Frank McAtamney verletzten, wurde Skinner für die letzten beiden Spiele nominiert. Er stabilisierte die erste Reihe im Gedränge, was den Neuseeländern dazu verhalf diese Spiele zu gewinnen. Noch heute werfen ihm viele damalige südafrikanische Spieler eine krass-sportwidrige, brutale, tätliche Spielweise vor, die er damals an den Tag gelegt haben soll.
Nach dieser Tour spielte Skinner nur noch im kleinen Rahmen Vereinsrugby, bevor er 1958 endgültig aufhörte, aktiv Rugby zu spielen. Von 1988 bis 1990 war er Präsident der New Zealand Barbarians.